# Nephtys ciliata
Nephtys ciliata é uma espécie de anelídeo pertencente à família Nephtyidae.
A autoridade científica da espécie é Müller, tendo sido descrita no ano de 1788.
Trata-se de uma espécie presente no território português, incluindo a sua zona económica exclusiva.